# Sådö
Sådö (finska: Soodee) är en ö i Finland. Den ligger i Bottenhavet och i kommunen Björneborg i landskapet Satakunta, i den sydvästra delen av landet. Ön ligger omkring 15 kilometer nordväst om Björneborg och omkring 240 kilometer nordväst om Helsingfors.
Öns area är 37,1 hektar och dess största längd är 1,4 kilometer i sydöst-nordvästlig riktning. Ön höjer sig omkring 15 meter över havsytan.